# Лєсной (селище)
Лєсной (рос. Лесной; адиг. Мэзылъ) — селище Красногвардійського району Адигеї Росії. Входить до складу Хатукайського сільського поселення.
Населення — ненаселений (2015 рік).